# Fabrizio Ficini
Pour les articles homonymes, voir Ficini.
Fabrizio Ficini, né le 11 octobre 1973 à Empoli, est un ancien footballeur italien. Il jouait au poste de milieu de terrain, et a notamment évolué au Empoli Football Club.

## Carrière
Clubs:
- 1989-1995 : Empoli ( Italie)
- 1995-1996 : AS Bari ( Italie)
- 1996-1998 : Empoli ( Italie)
- 1998-1999 : Sampdoria ( Italie)
- 1999 : AC Fiorentina ( Italie) [prêt]
- 1999-2001 : Sampdoria ( Italie)
- 2001-2007 : Empoli ( Italie)